# Orion (Panthéon)
Orion is het enige muziekalbum dat de Nederlandse band Panthéon heeft uitgegeven. De groep had de regio Arnhem als thuisbasis. De muziek is een mix van Camel en Finch uit hun begindagen, alles gelardeerd met klassieke invloeden. Ook doet de muziek sterk denken aan andere Nederlandse symfonische en progressieve bands die in het begin van de jaren 70 actief waren, zoals Kayak, Solution, Alquin en Supersister. Zo trad de groep ook regelmatig op in het voorprogramma van Focus. Het album Orion is opgenomen in studio 1 van Phonogram Studio in Hilversum.

## Musici
- Ruud Wouterson – toetsen;
- Albert Veldkamp – basgitaar, gitaar;
- Hans Boer – dwarsfluit, altsaxofoon, tenorsaxofoon en zang;
- Rob Verhoeven – slagwerk.

## Composities
1. Daybreak (2:32)(Wouterson)
2. Anais (4:58)(Wouterson)
3. Apocalyps (10:53)(Wouterson)
4. The madman (1:21)(Wouterson)
5. Orion (19:28)(Wouterson)
6. I want to know (2:42)(Wouterson)
7. Masturbation (2:36)(Wouterson)
8. Anais (singleversie)(3:27)(Wouterson)

De laatste drie tracks alleen op de compact disc.